# Герцогство
Ге́рцогство (від нім. Herzogtum; лат. Ducatus) — феодальне володіння, або держава на чолі з герцогом. Староукраїнською — князі́вство (за перекладом з латини).
Початково герцогства формувалися на основі племінних союзів чи князівств, а герцоги були відповідно їх вождями чи князями.
В наш час єдиним у світі герцогством-державою є Велике Герцогство Люксембург, яке в 1867 році отримало статус повноцінної незалежної країни.